# As (moneda)

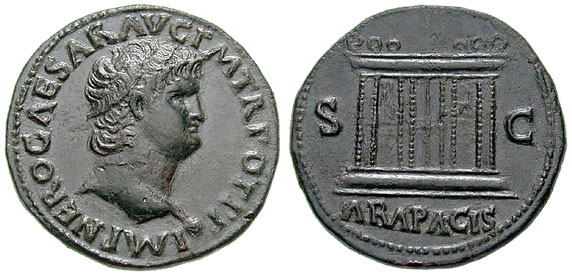
As romano.

Con el nombre as (del griego, eis, uno o del latín aes, bronce) se conocen las monedas primitivas de los romanos y las monedas que les siguieron como unidades monetarias de bronce. 

## Historia
En tiempo de los Reyes no tuvo Roma, hasta finales de su época, otras monedas propias que los ases y sus divisores, todos de tosca factura, no acuñados sino fundidos. Los de mayor antigüedad no llevaban marca o señal de ninguna clase y se conocen por los numismáticos e historiadores con el nombre de aes rude. Mucho después, siguieron otras piezas, con una marca a modo de ramita seca llamadas aes signatum. Pero unos y otros eran de forma, peso y magnitud variables y exigían el uso de la balanza para su ajuste en el comercio, hasta que en tiempos del rey Servio Tulio, a mediados del siglo VI a. C. (o un siglo más tarde por la ley de la República, según otros) se estableció un verdadero sistema monetario sobre la base del as libral (peso de una libra romana de 293 gramos) que se denomina aes grave. Este sistema se componía de cinco divisores del as libral, siendo todas las piezas discoidales y lenticulares (más gruesas en la región central que hacia los bordes) y llevando cada una su especial figura o distintivo en el anverso con un reverso uniforme y con la señal o marca de su valor monetario en ambas caras. La figura del reverso en todas ellas consiste en una proa de navío y las del anverso se distinguen del siguiente modo:
- El as, por la doble cara de Jano y el número I como signo de valor
- El semis o medio as, por la cabeza de Júpiter y una S
- El triens o tercera parte del as, equivalente a cuatro onzas por la cabeza de Marte o de Minerva y cuatro globulillos como señal de valor
- El quadrans o cuarta parte del as por la cabeza de Hércules y tres globulillos indicando el valor de tres onzas
- El sextans, por la cabeza de Mercurio y dos globulillos, indicadores de dos onzas
- La uncia o doceava parte del as, por la cabeza de Roma personificada o de Belona (diosa de la guerra) y un globulillo.

Parece ser que los romanos copiaron su as de los etruscos, pero el as etrusco ofrecía menos relieve y formas más sencillas que el romano. Hacia el año 286 a. C., se redujo el as y con él todo el sistema a la mitad de su peso, constituyendo el sistema semilibral y en el 268, coincidiendo con la primera emisión de monedas de plata, llegó el as a reducirse al peso de un sextante. La disminución fue progresando en tiempo de la República hasta desaparecer este tipo de pieza al comenzar el Imperio. 

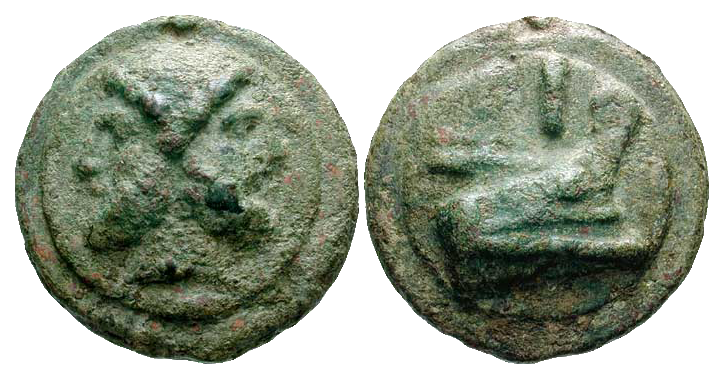
As (circa 240-225 a. C.)

Además de los divisores, tuvo el as sus múltiplos, los cuales empezaron hacia el 286 a. C. cuando el as se redujo a la mitad de su peso o algo después, emitiéndose a la sazón las siguientes piezas:
- El dupondio, con la cabeza de Minerva en el anverso y el signo II
- El tripondio, con la cabeza de la personificación de Roma y el signo III
- El decapondio, con el mismo anverso que el precedente y el signo X para indicar su valor de 10 ases
- Múltiplo también del as fue el talento romano o centupondium de peso de 100 ases, pero no fue moneda real, sino tan sólo nominal.

Paralelamente a las emisiones de as grave se labraron grandes piezas cuadrangulares de bronce (hasta de diecisiete centímetros de largo por nueve de ancho) con la figura de un animal o un símbolo, sin marca de valor y de peso variable que oscila entre un kilo y 1690 gramos. No deben confundirse estas piezas con las anteriores de aes signatum (como lo hacen muchos) pues son más perfectas que ellas y de fecha posterior, extendiéndose hasta dos siglos y medio antes de terminar la República. Se las considera como piezas monetarias, pero más bien parecen ser destinadas a ofrendas religiosas o al comercio privado, ya que no han podido reducirse a un sistema de múltiplos y divisores como las monedas propias, sino que ofrecen pesos variables.
En la reforma monetaria de Nerón durante los años 63-64, se acuñaron ases en oricalco.